# Lu AA-33810
Lu AA-33810 là một loại thuốc được phát triển bởi Lundbeck, hoạt động như một chất đối kháng mạnh và có tính chọn lọc cao đối với thụ thể Yuropeptide Y5, với Ki là 1,5nM và khoảng 3300x so với các thụ thể Y1, Y2 và Y4 có liên quan. Trong các nghiên cứu trên động vật, nó đã tạo ra tác dụng gây tê, chống trầm cảm và giải lo âu, và nghiên cứu sâu hơn hiện đang được tiến hành trong ứng dụng y tế có thể của nó trong điều trị rối loạn ăn uống.